# اصلاح نژاد جهشی

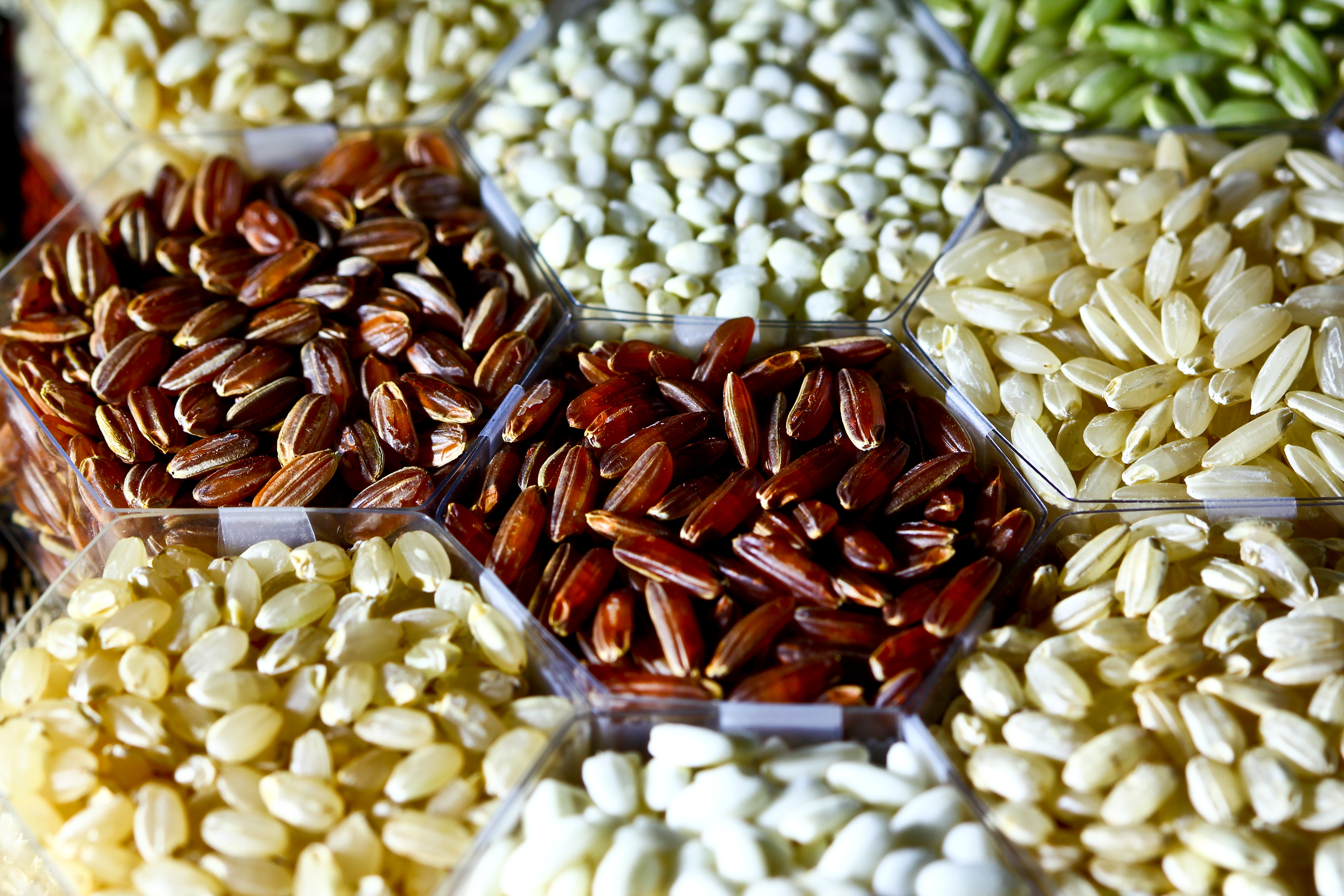
دانه‌های برنج

اصلاح نژاد جهشی (به انگلیسی: Mutation breeding)، فرایند قراردادن بذرها در معرض مواد شیمیایی یا اشعه به منظور ایجاد جهش با صفات مطلوب برای دورگ‌گیری با سایر ارقام است. گیاهان ایجادشده با استفاده جهش‌زایی گاهی به نام گیاهان جهش‌یافته یا بذرهای جهش‌یافته شناخته‌می‌شوند. از سال ۱۹۳۰ تا ۲۰۱۴ بیش از ۳۲۰۰ گیاه جهش‌یافته عرضه‌شده‌است.